# Marek Čmejla
Marek Čmejla (* 7. června 1967) je český miliardář, manažer, podnikatel, hudebník a fotograf odsouzený za podvod a praní špinavých peněz v souvislosti s privatizací Mostecké uhelné společnosti.

## Biografie
Vystudoval elektrotechnickou fakultu ČVUT se specializací technická kybernetika, působil jako manažer v Newton Financial Management Group (NFMG), Appian Group a dalších firmách. V devadesátých letech vystupoval jako baskytarista se skupinou Tichá dohoda, v roce 2012 založil kapelu Všichni Svatí, které v dubnu 2014 vyšlo u vydavatelství Supraphon debutové album s názvem „Vytáhni mě z davu.“
V letech 2012–2013 byl předsedou dozorčí rady akciové společnosti Loterie Korunka. V současnosti působí ve funkci předsedy dozorčí rady společnosti Škoda Transportation a.s.

## Kauza Mostecká uhelná

### Trestní stíhání ve Švýcarsku
V říjnu 2013 jej švýcarský soud prvního stupně pravomocně uznal vinným z podvodu a praní špinavých peněz v souvislosti s případem nákupu akcii firmy Mostecká uhelná společnost. Za to byl nepravomocně odsouzen k trestu 4 let odnětí svobody. Před soudem ho hájili dva právníci MSB Legal.

### Komentáře Marka Čmejly ke kauze
V rozhovoru pro deník Právo ze dne 16. dubna ke kauze MUS uvedl, že „představa, že by někdo v polovině devadesátých let okusoval tužku a plánoval, jak během příštích dvanácti let podvede český stát a ukradne MUS, je natolik bizarní, že člověk, který něco takové tvrdí, musí být buď chorý, nebo je tam nějaký jiný úmysl, případně kombinace obojího.“
Ve stejném rozhovoru Marek Čmejla zhodnotil situaci, v níž se Mostecká uhelná společnost nacházela v roce 1999, slovy: „To, že hnědouhelný průmysl [...] stále existuje, je dodnes značnou zásluhou tehdejšího managementu Mostecké uhelné. Stát se rozhodl, že to tam zavře, a management se v zájmu té společnosti rozhodl, že udělá všechno pro to, aby přežila.“